# Anomalepis colombia
Anomalepis colombia — вид змій родини американських сліпунів (Anomalepididae). Ендемік Колумбії.

## Поширення й екологія
Anomalepis colombia відомі за типовим зразком, зібраними в околицях Пуебло-Ріко в департаменті Рисаральда, на висоті 1700 м над рівнем моря. Вони живуть у вологих гірських тропічних лісах.